# Ditrichum lewis-smithii
Ditrichum lewis-smithii är en bladmossart som beskrevs av Ryszard Ochyra 1996. Ditrichum lewis-smithii ingår i släktet grusmossor, och familjen Ditrichaceae. Inga underarter finns listade i Catalogue of Life.